# Feeding the Wheel
Feeding the Wheel è un album in studio del tastierista statunitense Jordan Rudess, pubblicato nel 2001.

## Tracce
1. The Voice (intro) – 0:19
2. Quantum Soup – 11:03
3. Shifting Sands – 6:02
4. Dreaming in Titanium – 4:10
5. Ucan Icon – 5:46
6. Center of the Sphere – 1:38
7. Crack the Meter – 6:13
8. Headspace – 4:00
9. Revolving Door – 8:39
10. Interstices – 4:05
11. Feed the Wheel – 10:12

## Formazione
- Jordan Rudess - tastiere, chitarra elettrica (3)
- Terry Bozzio - batteria, percussioni (2-7, 9, 11)
- Steve Morse - chitarra (2, 7)
- John Petrucci - chitarra (2, 5, 9, 11)
- Eugene Friesen - violoncello e voce (2, 4, 8, 9)
- Billy Sheehan - basso (7)
- Mark Wood - chitarra elettrica 7 corde Viper (2, 5, 9, 11)
- Barry Carl - voce (1)
- Peter Ernst - chitarra (3)
- Bert Baldwin - tastiere (5), effetti vocali